# Ven y dime cómo vives
Ven y dime cómo vives (título original en inglés: Come, Tell Me How You Live) es un libro autobiográfico de la novelista británica de crimen y misterio, Agatha Christie. Fue el primero de los únicos dos libros que escribió y publicó utilizando sus dos apellidos de casada «Christie» y «Mallowan» (el otro fue en Star Over Bethlehem and other stories). Fue publicado por primera vez en el Reino Unido en noviembre de 1946 por la editorial William Collins and Sons y en el mismo año en Estados Unidos por la editorial Dodd, Mead and Company.

## Argumento
Gracias a su matrimonio con el prestigioso arqueólogo británico Max Mallowan, Agatha Christie recorrió todo el Oriente Medio acompañando a su marido en sus excavaciones. Ven y dime cómo vives es el testimonio escrito de varias temporadas de excavación arqueológica en Siria e Irak, en respuesta a las innumerables preguntas que sus amistades y conocidos le hacían acerca del tipo de vida que llevaban en esos lugares.
El libro muestra como  Agatha no se limitaba a acompañar a su marido en  las expediciones arqueológicas como si fuese una mera espectadora más. Y es que la escritora se ocupaba de la limpieza de las piezas descubiertas, así como de su restauración, además de la tarea de fotografiarlas. En su autobiografía explica como para la limpieza de las piezas utilizaba «un palillo de naranja, una fina aguja de tejer punto, un pote de cosmético de crema de cara para desprender con mimo la suciedad incrustada en las grietas sin dañar el delicado marfil».